# Margate Football Club
Pour les articles homonymes, voir Margate (homonymie).
Maillots
Le Margate Football Club, d'abord appelé Margate Town est un club anglais de football
basé dans la station balnéaire de Margate dans le Kent. Il joue actuellement en Isthmian League Premier Division. Le club a été connu dans les années 1980 sous le nom de Thanet United. Il a été fondé en 1896 et a rejoint la Southern League en 1933. Après un moment passé en Kent League (en) après la Seconde Guerre mondiale l'équipe est retournée en Southern League en 1959 et y est restée jusqu'en 2001 quand ils ont été promus en Football Conference, le plus haut niveau de non-league football en Angleterre. Leur maintien à ce niveau a forcé l’équipe à se partager avec d’autres clubs leur stade de Hartsdown Park (en) en raison de travaux de réaménagement de ce dernier, et, au cours des trois années passées hors de leur stade, ils ont été relégués de la Conference Premier et par la suite relégués vers l'Isthmian League.
Le club, surnommé "The Gate" (en anglais), a atteint le troisième tour de la coupe nationale, la FA Cup, à deux occasions. À la seconde occasion, il a joué contre Tottenham Hotspur, un club de First Division et la champion en titre de la Coupe UEFA.

## Histoire

### Premières années

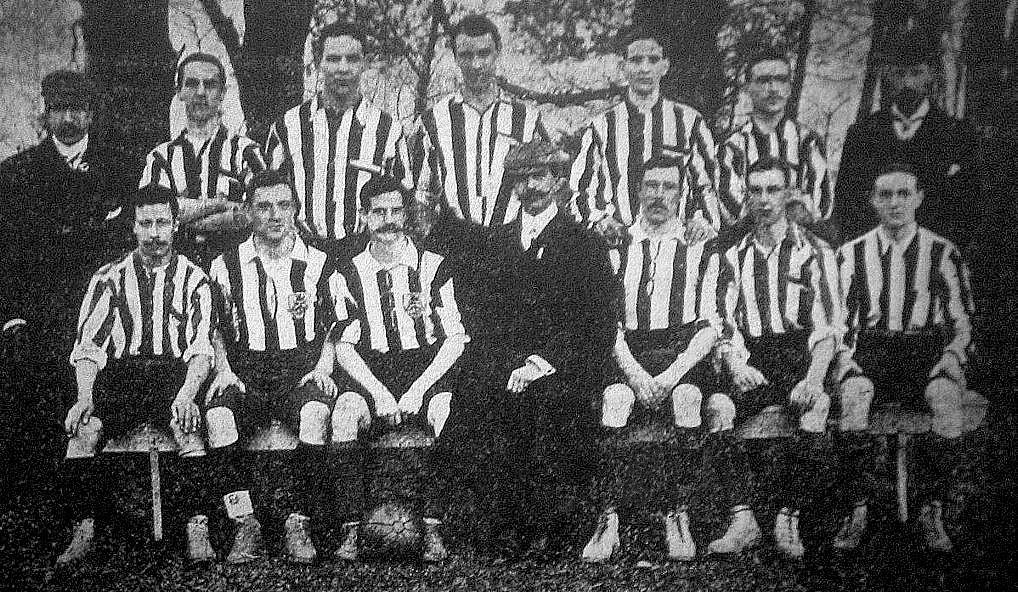
Photographie de l'équipe pendant la saison 1901-1902

Le Margate Football Club a été fondé en 1896 en tant que club amateur appelé Margate Town, jouant des matchs amicaux sur le terrain de l'école du coin. Dans les années précédant la Première Guerre mondiale le club a joué dans plusieurs ligues amateurs, avec un faible succès et plusieurs terrains différents dans la zone de Margate, avant de s'installer sur un terrain qui deviendra plus tard le parc d'attractions Dreamland en 1912. Ce terrain est devenu connu comme le "Hall-by-the-Sea Ground", tirant son nom d'une salle de danse locale.

### L'entre-deux-guerres
Après la Première Guerre mondiale, Margate a rejoint la Kent League (en), mais en 1923 la Ligue a suspendu l'équipe à cause d’irrégularités financières et le club a rapidement fait faillite. Un an après le club s'est reformé avec le nom Margate Town. Il est retourné en Kent League, en jouant toujours au Dreamland mais, avec des lourdes dettes il a de nouveau fait faillite. En 1929, le club s'est de nouveau reformé et a déménagé à son actuel stade, le Hartsdown Park (en), louant une partie du parc au conseil municipal pour le transformer en stade de football. Pendant cette période Margate a fait signer un joueur néerlandais, une manœuvre très inhabituelle pour cette époque alors que c'était quasiment inconnu pour un joueur qui vient du continent d'aller dans un club anglais. Le gardien de but Gerrit Keizer, qui a rejoint le club du Kent depuis Ajax Amsterdam, est après parti jouer à Arsenal,.
De 1934 à 1938, Margate, jouant désormais en Southern League, passe un accord de partenariat avec Arsenal, faisant de Margate le club avec lequel seront privilégiés les prêts de jeunes joueurs prometteurs du club londonien, pour que ces derniers gagnent de l'expérience de jeu. Des stars du football anglais comme Eddie Hapgood sont venues à Margate pendant qu'ils retrouvaient la forme physique après des blessures. Pendant la deuxième saison après cet arrangement, 1935-1936, Margate a atteint le troisième tour de la FA Cup pour la première fois, perdant 3-1 face à Blackpool après avoir battu Queens Park Rangers et le Crystal Palace pendant les tours précédant, mais peu après le club a dû redescendre en Kent League (en) pour des raisons financières.

### Années d'après-guerre
Après la Seconde Guerre mondiale, the Gate a continué à jouer en Kent League (en) sous la direction du nouvel entraîneur Charlie Walker (en), qui s'est fait renvoyé après avoir dirigé l'équipe pendant deux championnats de Kent League. L'équipe a chuté pendant une succession rapide d'entraîneurs qui a seulement pris fin en 1950 quand Almer Hall (en) a été nommé entraîneur, un post qu'il a tenu pendant vingt ans. Derrière Hall le club a remporté de nombreuses coupes locales et a joué plusieurs fois le FA Cup, cependant sans réussir à s'imposer dans cette compétition.
En 1959-1960, Margate est retourné en Southern League après la Kent League (en) ratée, et en 1962-1963 a gagné la Division One avec une promotion en Premier Division. Deux ans plus tard est passé à un statut professionnel mais cette politique a été financièrement intenable quand le club a été relégué en Division One en 1965-1966. Néanmoins, ils ont été promus du premier coup en Premier Division en 1967.
Pendant les années 1970, Margate a enduré de lourds problèmes financiers et une série de médiocre saisons, mais a pris part à deux matchs de FA Cup. En 1971 the Gate a perdu 11-0 contre Bournemouth, avec Ted MacDougall marquant un record dans cette coupe de neuf buts. Puis, un an après, Margate a battu Swansea City et Walton & Hersham (en) pour arriver au troisième tour contre le club de First Division Tottenham Hotspur, tenant en titre de la Coupe UEFA. Le record de spectateurs au Hartsdown Park a été battu (14 500 personnes) pour un match que Margate a perdu 6-0.

### L'ère Thanet United

Logo de Thanet United.

Pendant les années 1970, plusieurs discussions ont eu lieu entre et leur voisin Ramsgate (en) sur une possibilité de fusion entre les deux clubs pour représenter l'Île de Thanet tout entière, ce qui était vu comme une solution aux problèmes financiers des deux clubs. Les négociations ont échoué, et Ramsgate n'a aucune implication dans la formation de Thanet United F.C. en 1981, qui est purement et simplement un changement de nom de Margate. Quand le Thanet District Council (en) a annoncé qu'il n'y aurait aucun financement de leur part dans Thanet United, les deux clubs ont finalement abandonné l'idée d'une fusion.
L'ère de Thanet United a vu une suite de saisons médiocres en Southern League Southern Division, avec encore des gros problèmes financiers et une série d'entraîneurs venants et partants. En janvier 1989, le club s'est rapproché de la relégation en Kent League (en) et une possible faillite totale, mais en mars un nouveau comité a pris place, qui a renommé le club en Margate Football Club pour la saison 1989-1990 et a nommé Trevor Ford comme entraîneur. Le succès échappait toujours au club au lancement, même après avoir fait signer des anciens joueurs de Football League comme Mike Flanagan (en) et Mark Weatherly (en), qui sont après devenu co-entraîneur de Margate qu'ils ont dirigé en Kent Senior Cup (en), un trophée rare pendant cette période.

### L'ère Chris Kinnear
En 1996, pour le centenaire du club, ce dernier a nommé Chris Kinnear comme entraîneur. En 1997-1998 il a amené l'équipe au premier tour de la FA Cup où ils ont joué contre Fulham à domicile avec 5 100 spectateurs. Bien que The Gate ait pris le dessus, The Cottagers ont finalement gagné 2-1. La saison suivante a vu le club gagner finalement une promotion en Southern League Premier Division, bien que juste après un appel eût été lancé contre la ligue après que cette dernière avait refusé la promotion du club dû aux travaux d'infrastructures non terminés à temps. Ayant gagné le championnat en 2000-2001, Margate a été promu en Football Conference.
La saison 2001-2002 fut la première saison du Gate en Football Conference et ce dernier a fini la saison à la huitième place. À la saison 2002-2003, pendant que le Hartsdown Park (en) était en travaux de rénovation, le club a commencé à partager avec le Dover Athletic le Crabble Athletic Ground (en). Sur le terrain, Margate a rencontré du succès en FA Cup après avoir gagné contre Leyton Orient au premier tour, cependant, ils ont fait match nul contre Cardiff City au second tour, mais ont perdu 3-0 au Crabble. La saison suivante, malgré avoir fini seizième, the Gate a été forcé à la relégation à cause de retards avec les travaux du Hartsdown Park (en).
Margate a passé la saison 2004-2005 en Conference South, en partageant désormais un terrain avec Ashford Town (en). Au milieu de problème en cours avec les travaux de redéveloppement, à un point que le club semblait couler, Margate a de nouveau été relégué Isthmian League.

### Retour au Hartsdown Park

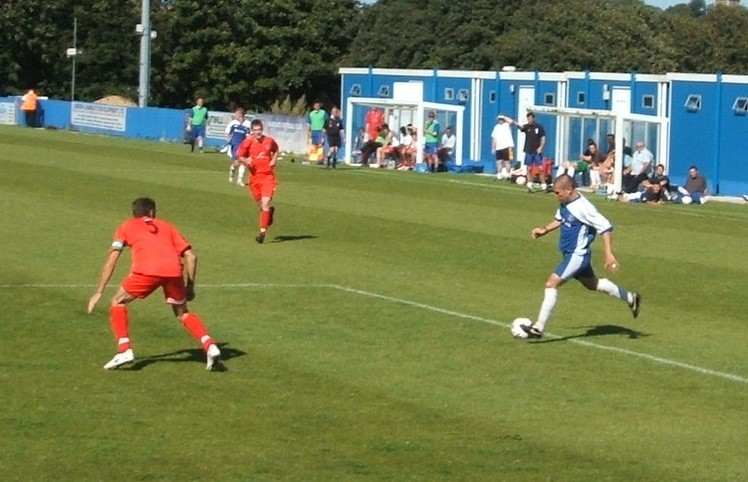
Équipe de Margate (en bleu) en 2007.

En août 2005, Margate est retourné au Hartsdown Park (en) après trois ans de séparation. Pendant une mauvaise saison, l'entraîneur Kinnear s'est fait renvoyé. Robin Trott (en) a été nommé de façon temporaire joueur-entraîneur en avril 2006 et, après être invaincu pendant cinq matchs, a signé un contrat d'un an à la fin de la saison. Après que Margate a raté de justesse les barrages en 2006-2007 le club a annoncé que Trott avait renouvelé son contrat pour la saison 2007-2008. Peu après la fin de la saison, Trott a été renvoyé. Son remplaçant, Barry Ashby (en), a lui aussi été viré deux mois après pendant la saison 2008-2009.Peu de temps après, le club a évité de justesse de passer à la Haute Cour de justice, faute aux dettes impayées au HM Revenue and Customs. Le club a fini la saison à la dix-neuvième position et la relégation en Division One South, mais a été repêché grâce aux problèmes financiers d'autres clubs. La saison suivante, Margate a de nouveau terminé dans les quatre derniers mais le club a reçu un sursis de la relégation
Chris Kinnear a été nommé une seconde fois en tant qu'entraîneur à partir de la saison 2011-2012. La saison suivante Margate était au sommet du classement en janvier, pourtant, après plusieurs rumeurs, Kinnear a accepté le poste d'entraîneur vacant au Dover Athletic. Le gardien de but Craig Holloway fut placé temporairement au poste d'entraîneur, et a amené Simon Osborn (en) en tant qu'entraîneur adjoint. Le club a chuté de la tête du classement et a fini en dehors des barrages. Après un début décevant à la saison 2013-2014, Holloway a laissé son poste à Osborn, devenant lui-même entraîneur adjoint. Les résultats ont été mauvais et Osborn a été viré au début de décembre 2013.
À la saison 2014-2015, la première saison derrière l'entraîneur Terry Brown (en), Margate a fini à la troisième place de l'Isthmian League Premier Division, assurant la qualification de l'équipe pour les barrages de promotion en National League South (anciennement Conference South). Les matches de barrage ont été retardés par un long appel contre une déduction de points appliquée à cinquième du classement Enfield Town (en), mais quand ils ont finalement débuté, Margate a battu Dulwich Hamlet (en) en demi-finale. En finale, Margate a joué contre Hendon (en), qui avait fini une place au-dessus dans la ligue, mais un seul but de Ryan Moss leur a donné la victoire et la promotion en National League South. Après un médiocre début de la saison 2015-2016, Terry Brown a été viré et remplacé par le gardien de but de Margate Nikki Bull (en) et le défenseur Jamie Stuart jusqu'à la fin de cette saison. En avril 2016 Bull a été nommé entraîneur de l'équipe première, mais a été incapable de prévenir la relégation de l'équipe.

## Couleurs du club
Les couleurs traditionnelles de Margate sont le bleu et le blanc, mais le club a porté un certain nombre d'autres combinaisons de couleurs. Les premières couleurs connues du club sont des rayures noires et blanches,. Pendant les années 1920 a adopté des maillots blancs unis (avec l'équipe ayant le surnom "The Lilywhites") mais en 1929 les couleurs ont changé et sont devenues ambre et noir. En 1949, les couleurs ont de nouveau changé et sont devenues bleu et blanc. Durant l'ère Thanet United, l'équipe a porté des maillots blancs uni mais quand le nom du club est revenu à Margate en 1989, le kit bleu a été ré-adopté. Le kit de 2015-2016 a été critiqué pour avoir une "légère teinte violette" et le club est revenu au bleu la saison d'après.
Le logo actuel du club est une version simplifiée du blason de la ville de Margate, incorporant un lion uni à la coque d'un bateau (une référence au blason des Cinq-Ports) et le cheval blanc emblème du Kent. les anciens logos ont déjà inclus le blason entier de la ville, les lettres "M.F.C." au dessus d'un phare, et les lettres "M.F.C." superposées à un ballon de football.
Les maillots de Margate ont montré différents logos de sponsors mais le plus connu reste celui du groupe de pop Bad Manners, à qui le nom apparaît sur la tenue du club comme partie d'un accord de sponsoring avec leur label record des dernières années 1990. Le leadeur du groupe Buster Bloodvessel dirigeait un hôtel à Margate à ce moment-là et a rejoint le conseil d'administration du club.

## Stade

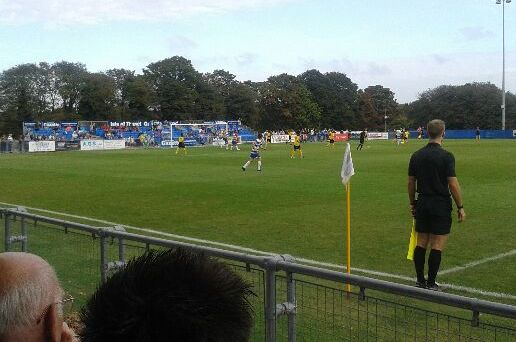
Hartsdown Park photographié en 2014.

Le stade d'Hartsdown Park (en) a été le terrain de Margate depuis 1929, qui, par ailleurs, a été ouvert au public la même année. Un léger développement du stade a eu lieu en 2002, quand le club a lancé un ambitieux projet de rénover le site. Le club a quitté l'ancien stade, qui a été construit principalement de bois et de tôle ondulée et a été démolie début 2003, mais le conseil municipal a contesté le programme soumis. Bien qu'ils dussent se terminer en août 2003, les travaux ont traîné pendant trois ans, bloqués dans des problèmes concernant le planning de permission pour les établissements commerciaux car le club voulait ajouter au stade. L'équipe a passé trois ans en partageant un terrain avec d'autres clubs du Kent, mais l'échec du club à confirmer un retour au Hartsdown Park (en) a conduit à l'expulsion du club de Conference Premier en 2004,. En 2005 le club a finalement pu retourner sur son terrain, avec des stands pré-fabriqués et des bâtiments temporaires sur place. En 2014, le club a été autorisé par le conseil municipal de fabriquer six nouveaux stands.
Le plan final du club implique un stade d'une capacité de 5 000 personnes faisant partie d'un complexe comprenant un hôtel, une salle de sport, un centre de conférence, un terrain tout-temps et de dix terrains de foot à 5. Bien qu'il fût annoncé que les travaux du complexe de foot à 5 devait commencer en mai 2007, il a débuté quatre mois plus tard.

## Supporters

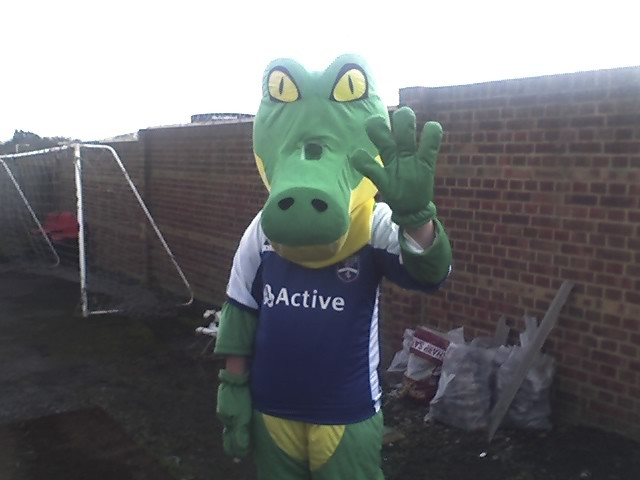
Margator, la mascotte de Margate.

Pendant la saison 2008-2009, le nombre de spectateurs moyen de Margate était de 523, le cinquième plus haut de l'Isthmian League Premier Division. Pendant leurs trois saisons en Conference Premier, de 2001-2002 à 2003-2004, nombre moyen de spectateurs à domicile était respectivement de 1 233, 684 et 562.
Le club a une association indépendante de supporters et les fans ont eu une part active sur l'obtention du stade pour le retour du club en 2005.

## Statistiques et records

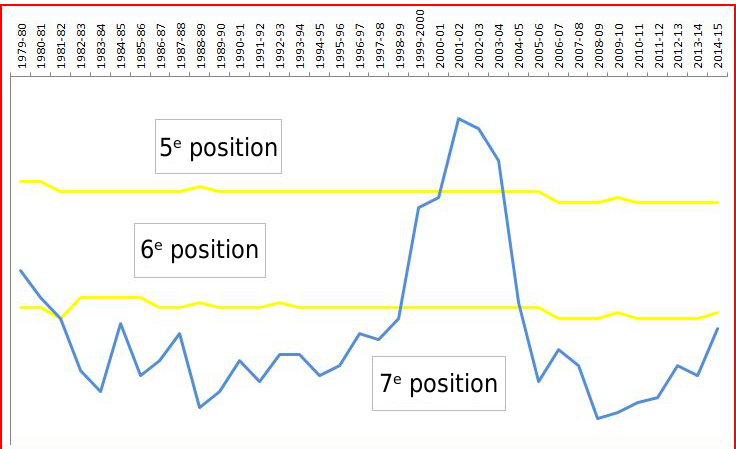
Les différents positions de Margate en ligue depuis la création de l'Alliance Premier League en 1979. Les lignes jaunes représentent les limites entre les divisions, les numéros se référant au niveau de la structure pyramidale des ligues en Angleterre.

La meilleure position en fin de saison de Margate en ligue depuis la création de l'Alliance Premier League en 1979 est la huitième place en Conference National (cinquième division de la structure pyramidale des ligues en Angleterre) en 2001-2002. L'équipe a atteint deux fois le troisième tour de la FA Cup, en 1935-1936 et en 1972-1973, et a atteint les quarts de finale de la FA Trophy en 2001-2002.
Le plus gros score du score en un seul match est de 12-1, un score effectué deux fois, d'abord face à Deal Cinque Ports (en) au premier tour de qualification de la FA Cup en 1919-1920 et ensuite face à Erith & Belvedere (en) en Kent League (en) en 1927-1928,.
Le record de spectateurs au Hartsdown Park est de 14 169 pour le match contre Tottenham Hotspur en FA Cup en 1972-1973.

## Joueurs emblématiques
Le joueur le plus capé du club est Bob Harrop (en) qui a disputé 564 matchs avec Margate. Le joueurs ayant marqué le plus de but est Martin Buglione (en) qui a marqué 158 buts durant les années 1990. Trois autres joueurs ont franchi la barre des 100 buts marqués pour le club, il s'agit de Alan Blackburn (121), Peter Vandepeer (119) et de Phil Amato (107). Le seul joueur de Margate ayant été sélectionné en équipe nationale est John Keister (en) qui a joué pour la Sierra Leone durant ses cinq premières années avec Margate,,. Il y est par ailleurs nommé sélectionneur en 2017.

## Entraîneurs
| De   | À    | Entraîneur                                   |
| ---- | ---- | -------------------------------------------- |
| 1929 | ?    | Arthur Graves                                |
| 1934 | 1936 | Jack Ramsay                                  |
| 1936 | ?    | Jack Lambert                                 |
| 1939 | 1940 | Bill Fogg                                    |
| 1940 | 1946 | Club inactif dû à la Seconde Guerre Mondiale |
| 1946 | 1948 | Charlie Walker (en)                          |
| 1948 | 1948 | Alex Weir (en)                               |
| 1948 | 1949 | Comité                                       |
| 1949 | 1950 | Jock Basford                                 |
| 1950 | 1970 | Almer Hall (en)                              |
| 1970 | 1971 | Gerry Baker (en)                             |
| 1971 | 1971 | Comité / Eddie Clayton / Terry Morris        |
| 1971 | 1977 | Les Riggs (en)                               |
| 1977 | 1977 | Peter Donnelly (en)                          |
| 1977 | 1978 | Dennis Hunt (en)                             |
| 1978 | 1979 | Jack Smith                                   |
| 1979 | 1982 | Terry Morris                                 |
| 1982 | 1983 | Peter Donnelly (en)                          |
| 1983 | 1983 | Alan Fagan                                   |
| 1983 | 1987 | John Wickens                                 |
| 1987 | 1988 | Norman Fusco                                 |
| 1988 | 1988 | Phil Winfield                                |
| 1988 | 1989 | Garry Aldous                                 |
| 1989 | 1990 | Trevor Ford                                  |
| 1990 | 1990 | Colin Powell (en)                            |

| De   | À    | Entraîneur                                                    |
| ---- | ---- | ------------------------------------------------------------- |
| 1990 | 1991 | Steve McRaye                                                  |
| 1991 | 1991 | Tommy Taylor (en)                                             |
| 1991 | 1991 | Mark Weatherly (en) (par intérim)                             |
| 1991 | 1992 | Lee Smelt (en)                                                |
| 1992 | 1992 | Lee Smelt (en)/Mark Weatherly (en)                            |
| 1992 | 1993 | Mark Weatherly (en)                                           |
| 1993 | 1994 | Mark Weatherly (en)/Andy Woolford                             |
| 1994 | 1995 | Bill Roffey (en)                                              |
| 1995 | 1995 | Mark Weatherly (en)/Karl Elsey (en) (par intérim)             |
| 1995 | 1996 | Karl Elsey (en)                                               |
| 1996 | 1996 | Mark Weatherly (en) (par intérim)                             |
| 1996 | 2006 | Chris Kinnear                                                 |
| 2006 | 2008 | Robin Trott (en)                                              |
| 2008 | 2008 | Steve McKimm (par intérim)                                    |
| 2008 | 2008 | Barry Ashby (en)                                              |
| 2008 | 2009 | Terry Yorath                                                  |
| 2009 | 2009 | Neville Southall (par intérim)                                |
| 2009 | 2010 | Mark Butler                                                   |
| 2010 | 2010 | John Keister (en) et Wayne Wilson (par intérim)               |
| 2010 | 2011 | Iain O'Connell                                                |
| 2011 | 2011 | Craig Cloke, Wayne Wilson et James Pinnock (en) (par intérim) |
| 2011 | 2011 | Kevin Raine (par intérim)                                     |
| 2011 | 2013 | Chris Kinnear,                                                |
| 2013 | 2013 | Craig Holloway et Simon Osborn (en)                           |
| 2013 | 2015 | Terry Brown (en),                                             |
| 2015 | 2017 | Nikki Bull (en)                                               |
| 2017 | 2018 | Steven Watt (en)                                              |
| 2018 |      | Steve Brown (en) et Mike Sandman                              |